# Athysanus unilateralis
Athysanus unilateralis es una especie de plantas de la familia Brassicaceae, es conocida en su lugar de origen como ladiestongue mustard. Es nativa de Norteamérica, encontrándose en  Oregón, centro de California, y norte de México.
Es considerada sinónimo de Heterodraba unilateralis, única especie del género Heterodraba.

## Descripción
Es una planta herbácea anual con tallos peludos que tienen pequeñas esferas de flores blancas. 

## Taxonomía
Athysanus unilateralis fue descrita por (M.E.Jones) Jeps. y publicado en A Flora of Western Middle California 224. 1901.
Sinonimia
- Heterodraba unilateralis (M.E. Jones) Greene[2]